# Игра на топчета (филм)
„Игра на топчета“ е български игрален филм (документален) от 2001 година на режисьора Ралица Димитрова, по сценарий на Мария Ландова и Ралица Димитрова. Оператор е Пламен Герасимов.

## Актьорски състав
Роли във филма изпълняват актьорите:
- Джеймс Илиев
- Евгени Събев